# Airat Ichmouratov
Airat Rafailovich Ichmouratov ( russisk: Айрат Рафаилович Ишмуратов, tatarisk kyrillisk : Айрат Рафаил улы Ишмурат,) født 28. juni 1973) er en russisk / canadisk komponist, dirigent og klezmer -klarinettist, født i Volga-tatar . Han er klarinettist i den Montreal-baserede Klezmer-gruppe Kleztory og inviteret professor ved Laval University i Quebec, Canada.

## Diskografi
- Klezmer-musik, Kleztory (2002)
- Barber, Copland, Britten, Bruch, Kazan Chamber Orchestra La Primavera, Ak Bars (2002)[3]
- Klezmer, Kleztory, Yuli Turovsky & I Musici de Montreal Chamber Orchestra, Chandos Records (2004)
- Nomade, Kleztory, Opus Award-vinder 2007, Amerix (2007)[4]
- Shostakovich, Weinberg, Ichmouratov, I Musici de Montreal Chamber Orchestra, Analekta (2008)[5]
- Symphonique, Le Vent du Nord et Quebec Symphony Orchestra, CBC (2010)[6]
- Carte Postale, Alcan Quartet, ATMA Classique (2011)[7]
- Beethoven, Violin Concerto (cadenzas by Ichmouratov), Symphony No. 7, Alexandre Da Costa, Taipei Symfoniorkester, Warner Classics (2013)[8]
- Ankomst, Kleztory, Amerix (2014)
- Tales from the Dinarides, Michael Bridge, Guillaume Tardif, Kornel Wolak, Wirth Institute (2017)
- Klezmer Dreams, Andre Moisan, Jean Saulnier og Molinari Quartet, ATMA Classique (2017)[9]
- Nigun, Kleztory, Amerix (2017)[10]
- Melodies of Nations, Romic – Moynihan Duo, Hedone Records (2017)
- Letter From an Unknown Woman, Three Romances for Viola, Concerto Grosso No. 1 – Belarusian State Chamber Orchestra, Evgeny Bushkov – Chandos (2019)[11]
- Youth' Overture, Maslenitsa Overture, Symphony, Op.55 'On the Ruins of an Ancient Fort' – Orchestre de la Francophonie, Jean-Philippe Tremblay – Chandos (2020)[12]
- Momentum, Kleztory - Chandos (2020)[13]
- Julia MacLaine, Præludier - Analekta (2022)[14]
- Ichmouratov: Viola Concerto No.1 / Piano Concerto – London Symphony Orchestra, Airat Ichmouratov conductor – Chandos (2023)[15]

## eksterne links
- Wikimedia Commons har flere filer relateret til Airat Ichmouratov
- Officiel hjemmeside
- Kleztory klezmer gruppe
- Canadian Music Center